# Pappkartongen
Pappkartongen (engelska: The Adventure of the Cardboard Box) är en av Sir Arthur Conan Doyles 56 noveller om detektiven Sherlock Holmes. Novellen publicerades första gången 1892 och återfinns i novellsamlingen His Last Bow. 

## Handling
Miss Susan Cushing från Croydon mottar en pappkartong på posten som innehåller två människoöron inpackade i salt. Kommissarie Lestrade från Scotland Yard tror att det är ett studentikost skämt. Miss Cushing hade nyligen tvingats vräka tre medicinstuderande. Paketet sändes från Belfast varifrån en av de studerande kom. Holmes däremot är fast övertygad, efter att ha undersökt kartongen, att ett fruktansvärt brott har begåtts. Han resonerar som så att medicinstuderande inte skulle ha använt salt för att bevara människoöron, med den tillgång till olika kemikalier som dessa borde ha. Dessutom borde medicinstuderande kunnat ha gjort mer precisa snitt. Adressen på paketet är felaktig och dåligt stavad. Detta gör att Holmes misstänker att avsändaren saknar utbildning och är obekant med Croydon. Paketet har ett snöre knutet omkring sig, och Holmes tror att knuten är gjord av en sjöman. 
Holmes anser att lösningen på problemet är så enkel att han ber Lestrade att inte nämna hans namn i samband med fallet. Holmes löser fallet tämligen snabbt. Öronen tillhör Miss Cushings ena syster och hennes utomäktenskaplige älskare. De har blivit mördade och mördaren är den försmådde äkta maken. 

## Filmatisering
Novellen har filmatiserats 1994 med Jeremy Brett i huvudrollen.

## Kuriosa
I denna novell avslöjas det att kommissarie Lestrades första initial är G, vilket möjligen är en referens till Poes novell Det stulna brevet, där polisprefekten som bara presenteras som "monsieur G." lägger fram fakta i fallet för detektiven Dupin.